# 南昌站 (香港)
南昌站（英語：Nam Cheong Station）是一個位於香港九龍深水埗區深水埗西九龍公路橋下，屬於港鐵屯馬綫與東涌綫的鐵路轉車站，車站鄰近深旺道、欽州街西及東京街西，於2003年12月16日啟用。南昌站因鄰近公共屋邨南昌邨而得名，但最接近車站的公共屋邨卻為富昌邨。
- 車站外的大型港鐵標誌（2023年11月）

## 車站構造
南昌站由九廣鐵路公司負責興建，為前九廣西鐵的一部分，其中東涌綫及機場快綫路軌位於西九龍公路高架橋下方。因為車站大堂上方為機場鐵路，九鐵亦邀請當時的前香港地下鐵路公司在南昌站設置東涌綫月台，以方便乘客轉車。而車站設計時已預留打通條件，無須大幅改動車站結構也可打通，但直到2003年啟用時則採用在大堂轉乘閘機方式轉乘，而車站由九鐵及地鐵共同管理，兩鐵共用同一個車站控制室，但兩鐵卻各設不同的客務中心及票務處，而當時南昌站職員也要通曉地鐵及九鐵的運作及車務知識，而大堂地面上亦以不鏽鋼圓點作為雙方管理界限。而到2007年兩鐵合併後，雙方管理界限二合為一，而1、4號月台也隨著2008年兩鐵付費區合併後才得以打通，使本站成為局部的跨月台轉車站。而車站亦已預先建造了部分供上蓋物業發展支承的地基，當中與廣深港高速鐵路香港段隧道抵觸的樁柱，已於興建高鐵期間由港鐵負責改建，以配合高鐵及匯璽工程。

### 樓層
南昌站的路軌及月台設於地面，但並不與外連接；而大堂則設於月台下的地底。另外機場快綫列車亦會通過南昌站。
| 1                 | 消防及職員專用區域（不開放使用） | 消防及職員專用區域（不開放使用） |   |  |
| G                 | 地面                             | 出入口 |   |  |
| P                 | 月台                             | \| 側式 · 開左邊车门 \| \| \| \| \| \| \| \| 屯馬綫往烏溪沙（柯士甸） \| 2 \| \| \| \| 1 \| 屯馬綫往屯門（美孚） \| \| \| \| 側式 · 開左邊车门 \| \| \| \| \| \| 轉乘通道 \| \| \| \| \| \| 側式 · 開左邊车门 \| \| \| \| \| \| \| \| 東涌綫往香港（奧運） \| 4 \| \| \| \| \| 機場快綫往香港路軌（不停此站） \| \| \| \| \| \| 機場快綫往機場及博覽館路軌（不停此站） \| \| \| \| \| 3 \| 東涌綫往東涌及迪士尼綫（茘景） \| \| \| \| 側式 · 開左邊车门 \| \| \| \| \| |   |  |
| C / L1            | 大堂                             | 客務中心、商店、自助服務、洗手間 |   |  |
| 側式 · 開左邊车门 |                                  | |   |  |
|                   |                                  | 屯馬綫往烏溪沙（柯士甸） | 2 |  |
|                   | 1                                | 屯馬綫往屯門（美孚） |   |  |
| 側式 · 開左邊车门 |                                  | |   |  |
| 轉乘通道          |                                  | |   |  |
| 側式 · 開左邊车门 |                                  | |   |  |
|                   |                                  | 東涌綫往香港（奧運） | 4 |  |
|                   |                                  | 機場快綫往香港路軌（不停此站） |   |  |
|                   |                                  | 機場快綫往機場及博覽館路軌（不停此站） |   |  |
|                   | 3                                | 東涌綫往東涌及迪士尼綫（茘景） |   |  |
| 側式 · 開左邊车门 |                                  | |   |  |

### 大堂
南昌站大堂位於車站地底，而大堂內亦設有不同類型的商店、自助服務設施供乘客使用，包括自動櫃員機及自動售賣機以及香港郵政郵箱等，另外付費區內亦設有洗手間。

大堂全景圖，近A、B出口位置（2020年8月）

- 大堂，付費區（2023年11月）
- 大堂，近D出口位置（2023年11月）

### 月台
南昌站設有四個側式月台，而當中1、4號月台之間的牆壁則設有轉乘通道相互連接，而所有月台於車站啟用時皆已裝設月台幕門。
- 1號月台（屯馬綫往屯門方向，2021年6月）
- 2號月台（屯馬綫往烏溪沙方向，2021年6月）
- 3號月台（東涌綫往東涌方向，2021年6月）
- 4號月台（東涌綫往香港方向，2021年6月）
- 1、4號月台之間的轉乘通道（2023年11月）

### 出入口
|                                                     |                | |      |
|                                                     |                | |      |
| 編號                                                | 指示           | 建議前往的目的地 | 圖片 |
| 出口 · A · 1 · 盲道标志 · 升降机标志 · 扶手电梯标志 | V Walk         | 南昌薈、東京街西巴士總站、庫務大樓、綠在深水埗、西九龍法院大樓、西九龍調解中心、深水埗公園／深水埗公園游泳池、富昌邨、海麗邨、海達邨、凱德苑、碧海藍天、星匯居、麗閣邨、佳寶幼稚園（南昌分校）、寶血會嘉靈學校、瑪利諾神父教會學校 (小學部)、保良局劉陳小寶幼稚園、聖公會聖安德烈小學、聖公會聖馬利亞堂莫慶堯中學、聖瑪加利男女英文中小學、德貞女子中學、基督教崇真中學、蔬菜批發市場、榮昌邨、英華書院、小學 |      |
| 出口 · A · 2 · 盲道标志 · 扶手电梯标志              | V Walk         | V Walk |      |
| 出口 · B · 升降机标志 · 扶手电梯标志                | 副食品批發市場 | 副食品批發市場、海盈邨、凱樂苑、本舍 WEST KOWLOON、維港匯、東華三院譚錦球伉儷幼稚園 |      |
| 出口 · C · 扶手电梯标志                             | 連翔道         | 連翔道、食環署南昌辦事處暨車房、凱帆軒、大角嘴天主教小學（海泓道）、魚類批發市場、官立嘉道理爵士中學（西九龍） |      |
| 出口 · D · 1 · 盲道标志 · 扶手电梯标志              | 深旺道         | 長沙灣政府合署、基督教香港信義會南昌幼稚園、香港輪椅輔助隊維修中心、勵智協進會、香港國際社會服務社–深水埗（南）綜合家庭服務中心、麗安邨、港灣豪庭、南昌公園、北河街市政大廈、北河街公眾休憩空間、愛海頌、通州街、通州街公園、深水埗警署、怡靖苑、怡閣苑、欽州街小販市場、西九龍中心、宏創方、桂林街公眾休憩空間、惜食堂、深水埗布藝市場、君匯港、南昌邨、大同新邨、亮賢居、香港能仁專上學院                   |      |
| 出口 · D · 2 · 扶手电梯标志                         | V Walk         | V Walk、匯璽 |      |
| 註： 設有 \| 設有                                   |                | |      |

### 車站藝術
|  | 《融》 | 李展輝（香港） | 車站大堂 | 2007年11月 |

## 利用狀況
南昌站位於西九龍填海區，由於其位置偏離原有的發展地帶，而鄰近的大多為住宅區，所以車站自啟用以來均倚靠接駁交通連接各區。而客源主要由前九鐵開辦往返深水埗、旺角及尖沙咀之接駁巴士所提供。而在2009年九龍南綫通車後，乘客更可以取道港鐵前往尖沙咀及紅磡，車程僅須10分鐘之內，相比起其他路面公共交通節省不少時間，因此車站能吸納當區居民及上班族。隨著海麗邨、海盈邨、海達邨、凱樂苑、凱德苑以及車站上蓋住宅（匯璽）與其商場項目（V·Walk）陸續落成，車站客流量並會進一步上升。

## 接駁交通
南昌站原設有巴士總站（南昌站公共運輸交匯處），因興建上蓋項目而於2012年9月29日停用，由車站外的巴士站（「富昌邨」）取代。鄰近的巴士總站是海達公共運輸交匯處。

## 歷史

### 命名
南昌站在早期規劃時，使用的名稱為欽州街站（英語：Yen Chow Street Station）。
而南昌站名稱是九廣鐵路公司在九廣西鐵建造期間透過公開命名比賽得出，獲選名稱取自車站附近的南昌邨，名字反映了地區特性，而南昌邨因臨近南昌街得名，然而南昌站卻與南昌街有一段距離。關於南昌街街名，普遍的觀點是取自江西省的南昌市。雖然曾有傳媒曾報道南昌街的名稱是來自香港開埠初期的富商陳南昌先生，但有香港史愛好者反駁指出南昌街命名時陳南昌才7歲，故「南昌」不可能是指陳南昌。

### 建造
南昌站原址是深水埗碼頭，因香港機場核心計劃而填海造地。車站於2000年10月5日動工，車站由Aedas設計，並由保富集團－亞太建設聯營承建，車站的建築工程由九廣鐵路公司負責，而機電工程則由地鐵負責。

### 啟用
南昌站於2003年6月2日完工，並於同年12月16日配合九廣西鐵試搭日而率先試用，最後於同月20日隨九廣西鐵全線通車時而正式啟用。

### 接駁巴士
南昌站曾經設有免費接駁巴士K16號前往尖東站及轉乘九廣東鐵（現稱東鐵綫），但九廣西鐵車費高昂，故甚少乘客使用該站轉車，繼而導致初期車站人流稀疏。
前九廣鐵路公司推出九廣西鐵節日通（九廣西鐵自悠通）及九廣西鐵全月通等，以低於巴士的車費吸引乘客使用九廣西鐵。
其後，前九廣鐵路公司與新巴於2004年8月22日起，為九廣西鐵轉乘新巴的701及702線提供免費轉乘巴士優惠。由於該兩條巴士路線分別直達旺角及深水埗，因此吸引乘客改用九廣西鐵經該站進出市區，故使用南昌站的乘客大幅上升。
適用於九廣西鐵自悠通的新巴路線轉乘優惠先行於2007年1月1日起取消；兩鐵合併後，港鐵公司維持月票及日票計劃，但月票於2007年12月1日起取消新巴路線轉乘優惠，再加上港鐵自2008年9月28日起將南昌站、美孚站及九龍塘站的收費區統一，故往返新界西北及九龍區的乘客逐漸改經美孚站轉車，南昌站人流因而稍為回落。

### 「一站兩檢」
南昌站是首個以及唯一一個九廣鐵路與地鐵共用的鐵路車站，亦因此為方便乘客由九廣西鐵轉乘地鐵（反之亦然），故車站的售票及轉乘設施均與其他兩鐵轉車站有所不同。如位於南昌站大堂中央則設有數部轉車閘機以分隔兩鐵的付費區範圍。而持有八達通的乘客可以於轉車閘機直接往返兩間公司的付費區，無須於其中一個付費區出閘後再次入閘。此設計是兩鐵轉乘車站之中獨有，為此站一大特色。
另外，此站是眾多鐵路車站中唯一在付費區內設增值機的車站。目的是減低乘客的八達通餘額不足，未能使用轉綫閘機轉乘，以及減低前往大堂兩端的客務中心增值帶來的不便，而增值機亦設於轉綫閘機附近。
其它兩鐵共用的設施包括客務中心／票務處以及車站控制室，而兩鐵亦輪流派員當值。

### 兩鐵合併
早在兩鐵合併之前，當時的地鐵公司為了滿足南昌站轉乘客流需要而計劃南昌站1、4號月台之間的牆壁打通，甚至曾經研究將西鐵兩個月台的方向對調，然而對調月台之方案最終並沒有實行。
2007年12月2日，兩鐵正式合併，即日起南昌站統一由港鐵管理。在同一個鐵路網絡下車費結構亦有改變，乘客於南昌站以八達通經轉車閘機轉乘可獲減收車資。而同日的兩鐵合併典禮亦於南昌站舉行，由時任政務司司長唐英年主持揭幕牌匾儀式。
2008年9月28日，港鐵將前地鐵及前九鐵的兩方付費區合併，由當日起東涌綫與西鐵綫的乘客則無須通過閘機轉乘兩綫；另外港鐵亦在車站分隔1、4號月台的牆壁鑿開幾個洞口作為轉乘通道，當日起東涌綫乘客可經該通道轉乘西鐵綫。

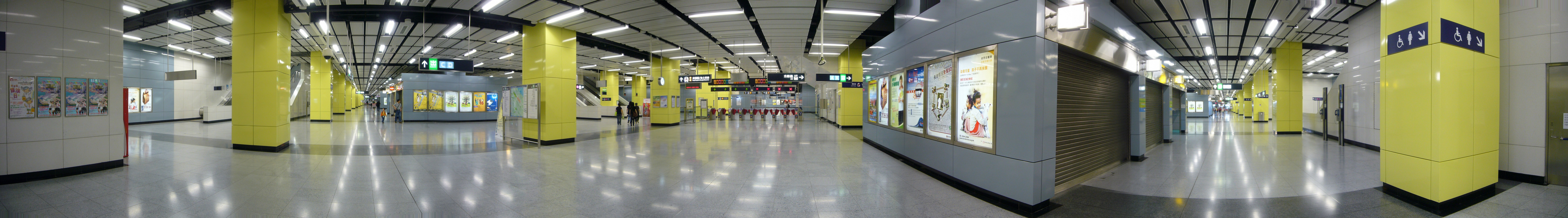

### 九龍南綫
2009年8月16日九龍南綫通車後，原本屬於西鐵綫的南端終點站的南昌站成為了西鐵綫的中途站。而原本只作為落客用途的2號月台也成為前往紅磡站（現隨著屯馬綫全面開通延伸至烏溪沙站）的月台。

### 興建上蓋物業
D2出口及其相關設施曾於2012年9月29日起為配合匯璽工程一度暫時關閉，而車站外原設有公共運輸交匯處（南昌站公共運輸交匯處）亦因興建上蓋項目而於同日停用。直到2018年12月8日，D2出口才重新對外開放使用。
2019年7月26日，連接上蓋商場V Walk的A2出口亦為配合商場開業而開放。

## 外部連結
- 港鐵公司－南昌站街道圖（页面存档备份，存于）
- 港鐵公司－南昌站位置圖（页面存档备份，存于）
- 港鐵公司－南昌站列車服務時間 （页面存档备份，存于）
- 香港鐵路大典上的相关条目：南昌站